# Efektywność czasu pracy
Efektywność czasu pracy (ECP) jest wskaźnikiem który powinien być traktowany dla przedsiębiorstwa jako kluczowy (KPI) w przypadku jeżeli w głównej grupie kosztów (A według ABC) znajdują się koszty pracy. Wzrost produktywności pracy jest jednym z najważniejszych długoterminowych czynników wzrostu gospodarczego.
Wskaźnik efektywnego wykorzystania czasu pracy (ECP) pracowników opiera się na prostej kalkulacji różnicy sumy czasów normatywnych wykonanej pracy do sumy czasów dostępnych na wykonanie tych prac. Czas normatywny jest czasem planowanym na wykonanie danego zadania a czas dostępny określa faktycznie dostępny czas pracownika lub pracowników na wykonanie tego zadania. Zsumowanie czasów normatywnych (planowanych) na wykonanie wszystkich prawidłowo zrealizowanych zadań w określonym czasie (np. w skali dnia, tygodnia lub miesiąca) i podzielenie ich przez czas dostępny na wykonanie tych zadań daje wynik efektywnego wykorzystania czasu pracy.
Wskaźnik ten w porównaniu do wskaźnika ilościowego produktywności jest bardziej obiektywnym do obliczania efektywności wykonywanej pracy w bezpośrednim aspekcie czasu pracy. Jego zastosowanie pozwala na bardziej obiektywne rozliczanie efektywności czasu pracy i powiązanie tego wskaźnika z systemem premiowania za efektywność pracy.
Wskaźnik efektywności czasu pracy nie jest alternatywą dla wskaźnika ilościowego produktywności tylko uzupełnieniem. Zarządzanie efektywnością czasu pracy wiąże się z zagadnieniami związanymi z organizacją pracy i optymalizacją procesów. Zagadnienia powiązane to:
- standaryzacja,
- 5S,
- lean management,
- ekonomika ruchów elementarnych,
- ergonomia.

Warunkiem zastosowania tego wskaźnika jest posiadanie czasów normatywnych na wykonanie głównych zadań realizowanych przez pracowników dla których ten wskaźnik będzie liczony. Najłatwiej jest zastosować ten wskaźnik w procesach produkcji seryjnej lub masowej i bardzo powtarzalnej. Można również wskaźnik ten wprowadzać w innych obszarach niż produkcja i dla procesów mało powtarzalnych. Wymaga to jednak stworzenia narzędzi do dokładnego i szybkiego kalkulowania czasów normatywnych dla zadań nie powtarzalnych lub o dużej zmienności czasochłonności. Obecne praktyki biznesowe potwierdzają, że możliwe jest wdrożenie normatywów czasów prac niepowtarzalnych i wskaźnika efektywnego wykorzystania czasu pracy w większości przypadków w obszarach. Obecnie spotyka się wdrożenie wskaźnika ECP w obszarach:
- produkcji jednostkowej i mało powtarzalnej,
- produkcji seryjnej i masowej,
- utrzymania ruchu, remontach, służbach technicznych,
- szeroko pojętej administracji (księgowość, kadry, finanse),
- usług finansowych (banki, ubezpieczenia),
- procesach BPO,
- administracji publicznej,
- logistyce,
- technologii i konstrukcji.

Wskaźnika efektywności czasu pracy nie da się wdrożyć w pracy kreatywnej, tj. np. opracowanie wizji rozwoju, koncepcji nowego modelu produktu.